# Sebastian Hilger
Sebastian Hilger (* 1984 in Adenau) ist ein deutscher Podcaster und Filmregisseur.

## Leben
Sebastian Hilger wuchs in einem kleinen Dorf mit etwa 1.000 Einwohnern auf. Bereits in seiner Jugend entwickelte er ein starkes Interesse am Film. Ab dem zwölften Lebensjahr sah er sich regelmäßig gemeinsam mit einem Freund, der über eine umfangreiche Filmsammlung verfügte, Hollywoodklassiker an.
2005 nahm Hilger ein Studium der Theater-, Film- und Fernsehwissenschaften an der Universität zu Köln auf, das er 2011 abschloss. Anschließend studierte er Regie an der Filmakademie Ludwigsburg in Baden-Württemberg.
Seine Begeisterung für Genrestoffe zeigte sich bereits in seinen ersten filmischen Arbeiten. Während des Studiums entstanden mehrere Kurzfilme, darunter Tim Schröder und das Ende aller Tage, Die Welt da draußen und Marder. Sein Diplomfilm Wir sind die Flut wurde 2016 auf der Berlinale 2016 in der Sektion Perspektive Deutsches Kino uraufgeführt und auf zahlreichen europäischen Festivals gezeigt. Bereits bei diesem Projekt arbeitete Hilger mit der Drehbuchautorin Nadine Gottmann und dem Produzenten Lasse Scharpen zusammen, ein kreatives Team, das sich für eine stärkere Sichtbarkeit von Science-Fiction im deutschen Film einsetzt.
Nach dem Studium realisierte Hilger mehrere Fernsehfilme für die Primetime der ARD. 2022 inszenierte er für Netflix die von ihm und Gottmann entwickelte Limited Series HELLO (Arbeitstitel). Die High-Budget-Produktion ermöglichte ihm umfangreiche Erfahrungen mit moderner VFX, Virtual Production, Stunts und komplexen Setbauten.
Hilger ist mit Nadine Gottmann verheiratet, die auch seine Co-Moderatorin im Podcast ist. Das Paar lebt in Leipzig.

## Are the kids asleep? (Podcast)
In „Are the kids asleep?“ diskutiert Hilger aktuelle Filme und Serien unter kulturwissenschaftlichen Aspekten. Dies erfolgt zum Teil mit seiner Co-Moderatorin Nadine Gottmann oder mit ehemaligen Kollegen Hilgers aus dessen Schaffenszeit als Fernsehregisseur. Ein wichtiger Teil des Podcasts widmet sich der Frage, warum die deutsche Fernsehbranche im internationalen Vergleich meist hinterhinkt, sowie einen Einblick hinter die Kulissen der Branche.
Der Name des Podcast resultiert daraus, dass Hilger und Gottmann die Podcastfolgen einsprechen, nachdem sie ihre gemeinsamen Kinder zu Bett gebracht haben.

## Filmographie (Auswahl)
- 2007: Ayuda - Wie starb Marilyn Otre?[8]
- 2013: Tim Schröder und das Ende aller Tage
- 2014: Marder
- 2015/2016: Wir sind die Flut
- 2016: Familie ist kein Wunschkonzert
- 2019: Liebe verjährt nicht[9][10]
- 2024: Das Signal[11]